# 玉井孝直
玉井 孝直（たまい たかなお、1971年3月8日 - ）は、ジョンソン・エンド・ジョンソンの代表取締役社長。

## 略歴
1971年、神奈川県に出生。
1989年神奈川県立横浜緑ケ丘高等学校卒業。1993年に明治大学政治経済学部卒業後、日本精工を経て、1997年に国際大学大学院にてMBAを取得。2000年にジョンソン・エンド・ジョンソンに入社。
2007年に、メディカル カンパニー ファイナンス担当 バイスプレジデント兼CFO、2017年にメディカル アジアパシフィック エチコン事業 バイスプレジデント就任を経て、2018年に代表取締役社長兼メディカル カンパニー 代表取締役プレジデントに就任。

## 経歴
- 1993年 日本精工株式会社 入社
- 1997年 国際大学国際経営学研究科 修了
- 2000年 ジョンソン・エンド・ジョンソン株式会社 入社
- 2007年 同社メディカル カンパニー ファイナンス担当 バイスプレジデント兼CFOに就任
- 2010年 同社メディカル アジアパシフィック ファイナンス担当 バイスプレジデント兼CFOに就任
- 2012年 同社メディカル カンパニー エチコンサージカルケア事業部（現エチコン事業部） バイスプレジデントに就任
- 2017年 同社メディカル アジアパシフィック エチコン事業 バイスプレジデントに就任
- 2018年 同社代表取締役社長兼メディカル カンパニー 代表取締役プレジデントに就任